# Rigadin cherche l'âme sœur
 (juillet 2025).
Pour plus de détails, voir Fiche technique et Distribution.
Rigadin cherche l'âme sœur est un film muet français réalisé par Georges Monca, sorti en 1916.

## Fiche technique
- Titre : Rigadin cherche l'âme sœur
- Réalisation : Georges Monca
- Scénario :
- Photographie :
- Société de production : Pathé Frères
- Société de distribution : Pathé Frères
- Pays de production :  France
- Langue : film muet avec les intertitres en français
- Métrage : 305 mètres
- Format : Noir et blanc — 35 mm — 1,33:1 — Muet
- Genre :  Comédie
- Durée : 10 minutes
- Date de sortie : 
  - France : 27 juillet 1916

## Distribution
- Charles Prince : Rigadin
- Jacques Louvigny
- Mado Minty
- Lucy Mareil